# Адалхард II
Адалхард II (на френски: Adalhard II, Adalard II; на немски: Adalhard II von Metz; * ок. 840, † ок. 2 януари 889/890) от род Матфриди, е граф на Мец в Мозелгау (872 – 889/890). Той също е светски абат на манастир Ехтернах (872 – 889/890).

## Биография
Той е син на Адалхард († сл. 865), който е сенешал на император Лудвиг Благочестиви. Роднина е на кралица Ирментруда Орлеанска, първата съпруга на краля на Западното-Франкско кралство Карл II Плешиви.
През 872 и 876 г. Адалхард II е член на делегацията на източно-франкския крал Лудвиг Немски при западно-франкския крал Карл II Плешиви. През 873 г. той завежда избягалия от затвора млад Карлман, който е ослепен по заповед на баща му крал Карл II Плешиви, при източно-немския крал Лудвиг Немски.
Адалхард II побеждава през 880 г. привържениците на Хуго, синът на Лотар II и Валдрада. През 11 април 882 г. той се бие неуспешно при Ремих на Среден Мозел против норманите (викингите).

## Фамилия
Адалхард II се жени за Адаларда, дъщеря (или племенница) на Матфрид II, граф в Айфелгау († 882). Те имат децата:
- Стефан († сл. 900), граф на Шамон и Бидгау
- Валахо/Вало († сл. 900)
- Герхард I (* 870; † 22 юни 910), 890 граф в Мецгау, ∞ 900 Ода Саксонска, дъщеря на херцог Ото I „Сиятелни“ (Лиудолфинги)
- Матфрид I (* 875; † сл. 926/930), граф на Мец, 926 граф в Мецгау, ∞ Лантсинд, дъщеря на граф Радалд, сестра на епископ Дадо от Вердюн
- Ришер (* 880; † 23 юли 945), епископ на Лиеж (920 – 945)